# Horst (westfälisches Adelsgeschlecht)
Von der Horst ist der Name eines westfälischen Uradelsgeschlechts aus dem Stift Essen, das sich in späteren Jahrhunderten in zahlreiche Nebenlinien aufspaltete und so auch am Niederrhein und im Hochstift Osnabrück verbreitete.
Es ist zu unterscheiden von dem hannoverschen Briefadelsgeschlecht „von der Horst“, welches ebenfalls im Hochstift Osnabrück lebte.

## Stammsitz
Namensgebend ist das altsächsische Wort „hurst“ für Gestrüpp oder das althochdeutsche Wort „Horst“ für die Bezeichnung eines Niederwaldes.
Das Geschlecht erscheint erstmals urkundlich mit Ruthger de Hurst im Jahr 1142. Mit Gyselbertus de Horst, miles (Ritter), urkundlich 1234 beginnt eine sichere Stammreihe.
Die Frage nach dem Stammsitz des Horster Adelsgeschlechts legt – folgt man den ältesten Erwähnungen – zwei Orte nahe: Horst an der Ruhr in Essen und Horst an der Emscher in Gelsenkirchen. Wenngleich eindeutige Belege fehlen, sprechen einige Aspekte für Haus Horst an der Ruhr.
Der überschwemmungssicher hoch über der Ruhr gelegene Raum um das heutige Essen-Horst war schon früh besiedelt. Die Geschichte des nur wenige Kilometer entfernten Steele reicht z. B. bis in das 9. Jahrhundert zurück: Bereits im Jahr 840 wird dieser Ort erstmals urkundlich erwähnt. 938 hielt der zweite Deutsche König und spätere römische Kaiser Otto I. der Große dort einen Hoftag ab, weshalb im 11. Jahrhundert eine Memorialkapelle errichtet wurde – einer der Vorgängerbauten der heutigen Steeler Pfarrkirche.
Seit 955 gehörte Horst mit Steele und der Bauerschaft Freisenbruch zum Stift Essen. Diese Bauerschaft wird 1047 in einem Verzeichnis des Klosters Werden erwähnt. Durch den Ort verlief ein zweiter Zweig des Hellwegs zu einer Furt über die Ruhr (Der ursprüngliche Hellweg führte über Schonnebeck und durch die Bauerschaft Kray-Leithe. Beide Wege wurden noch Jahrhunderte später nebeneinander benutzt.). Möglicherweise wurde Haus Horst im Zusammenhang mit dieser Handelsroute angelegt, was für eine frühe Gründung der Burganlage spricht.

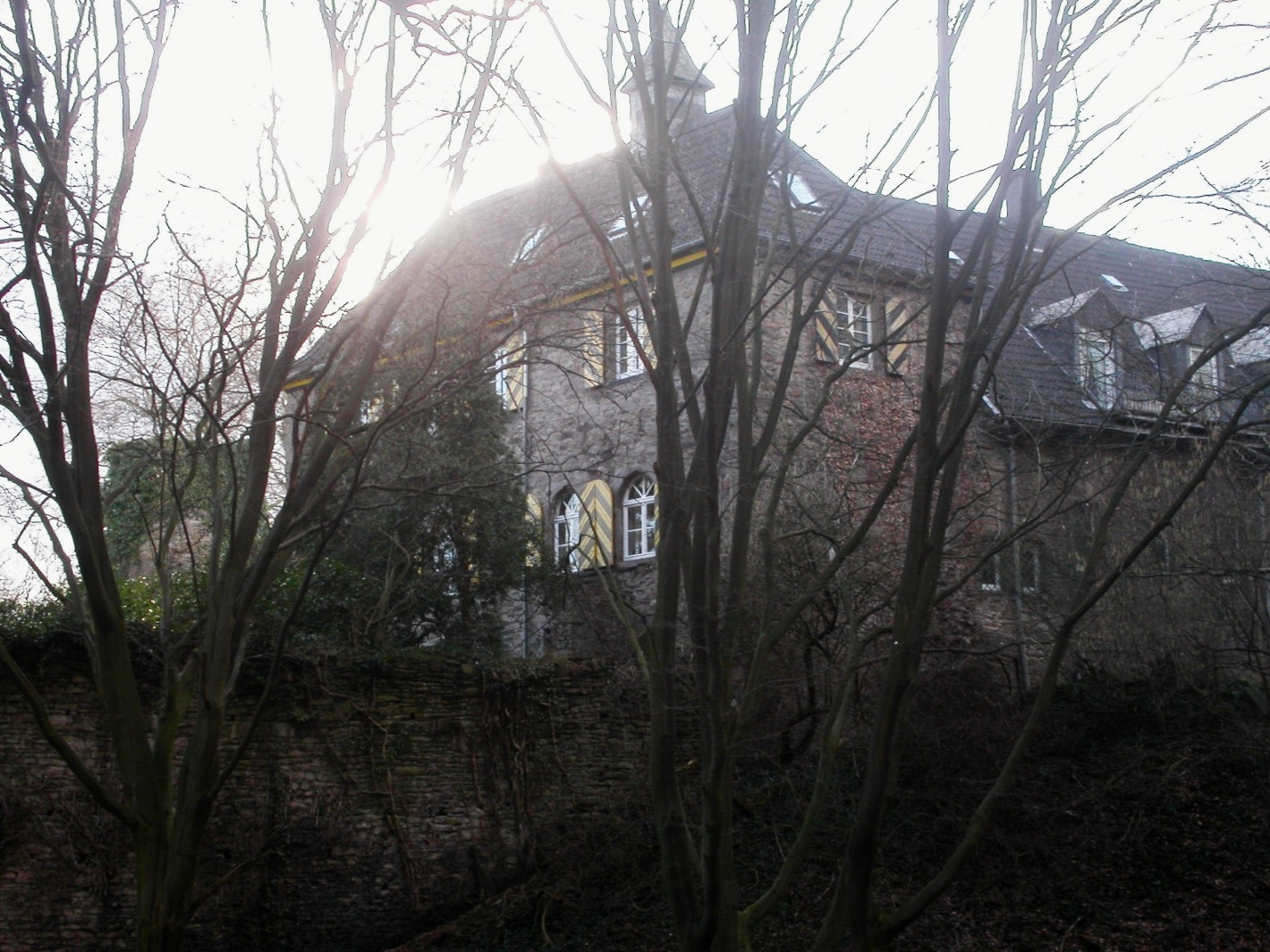
Haus Horst in Essen

Horst an der Emscher hingegen lag an einer Furt durch den Fluss am Weg von Essen über Buer nach Recklinghausen – verkehrstechnisch im Vergleich zum Hellweg eher eine zweitrangige Verbindung. Auch machte die Lage unmittelbar am Fluss in der sumpfigen Niederung Ackerbau unmöglich. Dennoch existierte hier auf einer zwischen zwei Emscherarmen gelegenen Insel bereits im 11. Jahrhundert eine durch Ausgrabungen nachgewiesene Hofstelle, deren in geringem Umfang aufgefundene Ausstattung auf einen gewissen Wohlstand der Bewohner schließen lässt. Aus dieser gehobenen Hofstelle erwuchs dendrologisch nachgewiesen erst im 13. Jahrhundert eine zunächst hölzerne Burganlage.
Doch nicht nur das größere Alter und die verkehrstechnisch bedeutendere Lage verweisen auf Horst an der Ruhr als Stammsitz. Ein religiöser Aspekt kommt hinzu. Die oben erwähnte, bis ins 11. Jahrhundert zurückreichende Pfarrkirche in Essen-Steele trägt das Patrozinium des Heiligen Laurentius. Dessen Verehrung verbreitete sich in Deutschland nach dem Sieg König Ottos I. gegen die Ungarn in der Schlacht auf dem Lechfeld, die am Laurentiustag, dem 10. August 955, stattfand. Die sich um diesen Heiligen rankenden Legenden waren den nur knapp vier Kilometer von Steele entfernt wohnenden Herren von der Horst mit Sicherheit bekannt. In einer dieser Erzählungen wird Hippolytus als Gefängnisaufseher des Laurentius erwähnt. Dieser Hippolytus wurde der Legende nach von Laurentius im Gefängnis zum christlichen Glauben bekehrt und deshalb selbst als Märtyrer hingerichtet. Genau dieser Hippolytus wird Pfarrpatron der Burgkapelle von Horst an der Emscher (ein sehr seltenes Patrozinium in Deutschland; die Horster Pfarrkirche Sankt Hippolytus trägt es bis heute). Der Schluss liegt nahe, dass der neue Herr von Haus Horst an der Emscher einen Heiligen als Patron seiner Kirche wählte, den er aus dem Umfeld seines „Heimatheiligen“ von Haus Horst an der Ruhr kannte, womit dieses ein weiteres Argument für sich verbuchen könnte, Stammsitz des Geschlechtes „von der Horst“ zu sein.
Die genaue Entstehungszeit von Haus Horst an der Ruhr ist unbekannt. Belege für die Adelsfamilie gibt es erst seit dem 12. Jahrhundert. Noch später – im Jahr 1280 – wird ein Heinrich von Horst als Drost der Grafen von Berg genannt. 1282 ist sein Bruder Hugo als Marschall der Essener Fürstäbtissin Berta von Arnsberg belegt. Die Familie war damit in den Stand von Ministerialen aufgestiegen, was dem Rang eines unfreien Ritters entsprach. Damit gehörte sie zu den bedeutendsten Geschlechtern im Gebiet des Reichsstiftes Essen.

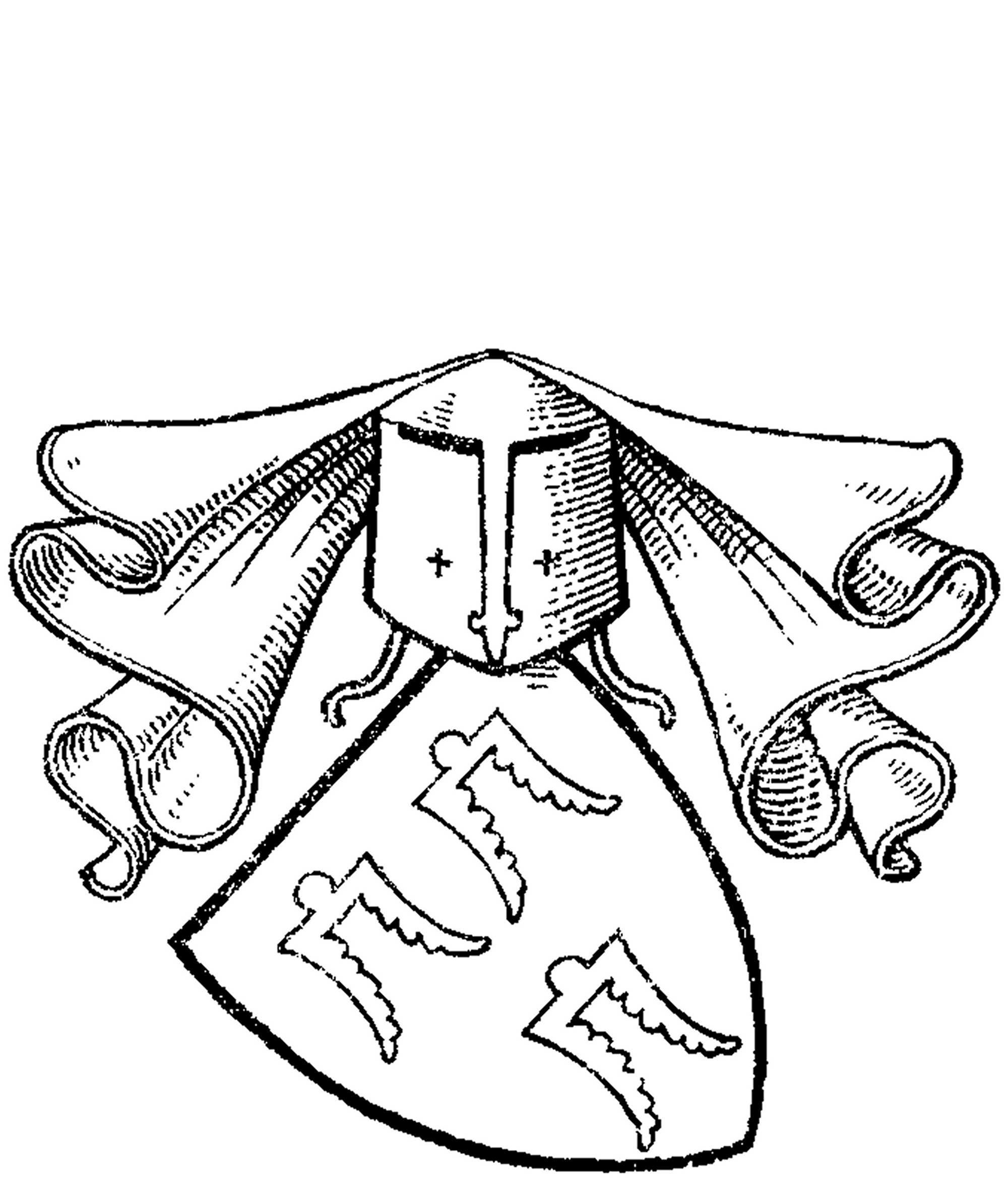
Wappen des Adelsgeschlechtes von der Horst von Eickenscheidt

Bei der Gründung dieses Stiftes um das Jahr 850 existierte bereits ein Hof Eickenscheidt im Grenzraum zwischen Steele und Kray. Eickenscheidt wurde einer von 13 Zehnthöfen, der von ca. 150 Unterhöfen die für das Stift bestimmten Abgaben der Bauern einzutreiben hatte und dadurch der größte und bedeutendste Gutshof im heutigen Essen wurde. Aus unbekanntem Grund erhielt das Geschlecht von der Horst Anspruch auf diesen Hof, wie ein Vertrag vom Mai 1319 erweist. Hierbei handelte es sich um eine Erbteilung zwischen den Brüdern Engelbert, Gerhard und Hugo von der Horst, in der Engelbert nicht nur das Marschallamt im Stift Essen, sondern auch den Anspruch auf den Hof Eickenscheidt erbte. In der Folge nannte sich das Geschlecht von der Horst eine Zeitlang auch „von Eickenscheidt“ und übernahm das zugehörige Wappen, das vor weißem oder silbernen Hintergrund drei aufrechte Pferdeprammen im Verhältnis 2:1 zeigte und heute noch das Wappen von Steele-Horst bildet.
Diese Stammlinie von der Horst starb um 1400 mit Heinrich von der Horst aus; seine Tochter Nese heiratete Dietrich von Vaerst. Die Horster Nebenlinie an der Emscher hingegen bestand bis zum Ende des 16. Jahrhunderts fort.

## Nebenlinie „Horst im Broiche“

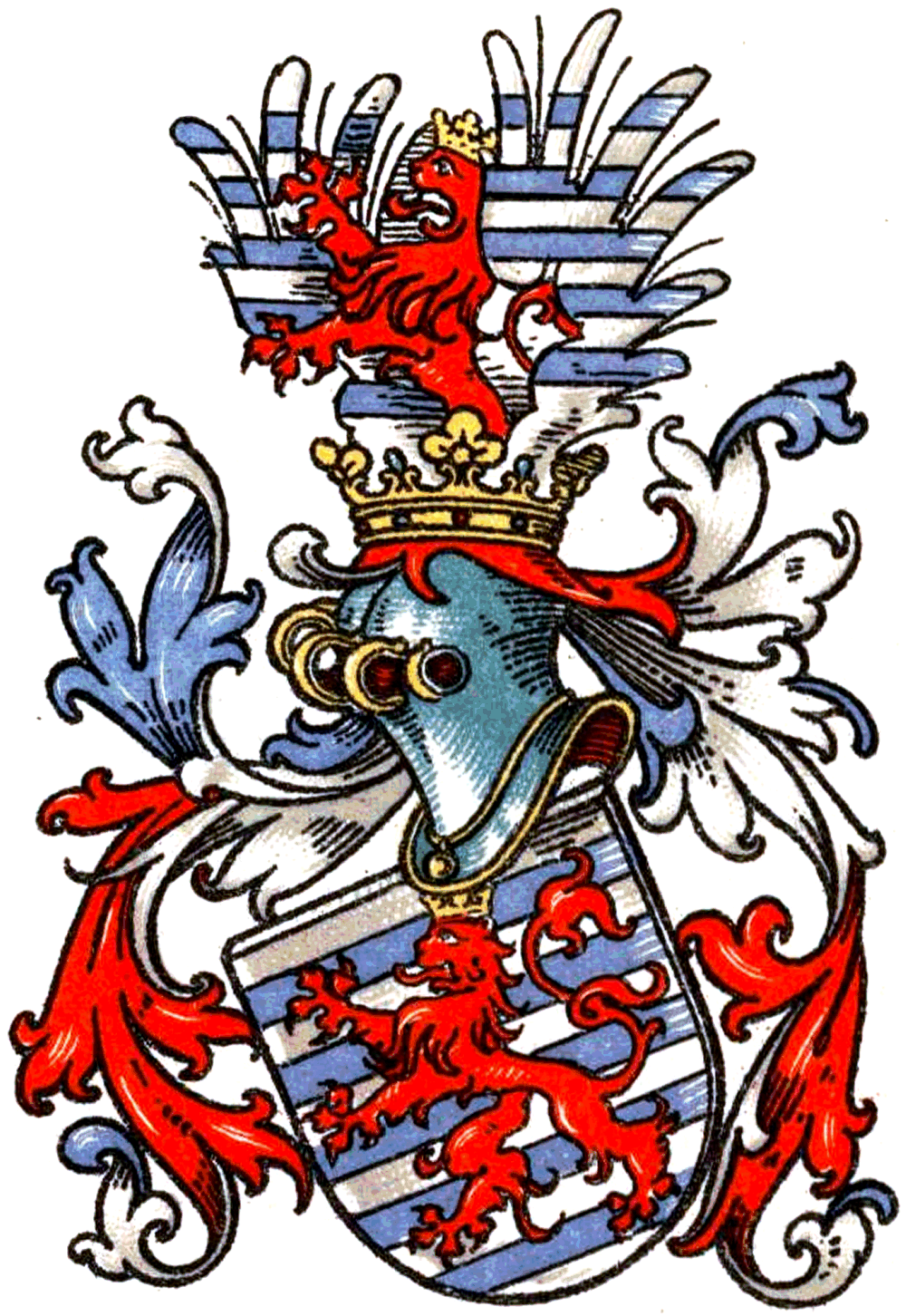
Wappen der Familie von der Horst im 16. Jahrhundert und des heutigen Stadtteils von Gelsenkirchen-Horst

Es war Gerhard von der Horst, der schon im späten 12. Jahrhundert an der Emscher – wahrscheinlich auf Betreiben des Essener Stifts – unter Aufschüttung eines Erdhügels eine bereits seit dem 11. Jahrhundert vorhandene Hofstelle zu einer hölzernen Motte ausbauen ließ, möglicherweise um die Grenzen des Stiftsterritoriums zu sichern und die dem Stift hörigen Höfe zu schützen. Damit war auch die Aufsicht über die Wildbahn im Emscherbruch und das Recht des Fangs der Emscherbrücher Pferde verbunden. Durch Ausgrabungen ist diese frühe Burganlage umfangreich erforscht worden. Nach einem Brand wurde um 1210 der Hügel erhöht und die Holzanlage durch ein Steinhaus mit einer Ringmauer ersetzt; im 15. Jahrhundert wurde die Anlage zu einer Wasserburg erweitert.
Die Horster konnten ihre Eigenständigkeit lange Zeit gegen den Machtanspruch des benachbarten Kölner Erzbistums behaupten. Da sie sich jedoch die Gerichtsherrschaft in den Kirchspielen Gladbeck und Buer, die zum kurkölnischen Territorium gehörten, angemaßt hatten, strengte der Kölner Erzbischof Friedrich von Saarwerden 1410/11 einen Prozess gegen die Horster Ritter an, als dessen Resultat sich die Familie 1412 dem Erzstift unterwerfen musste. Rütger von der Horst leistete dem Kölner Erzbischof den Treueid, was eine Eingliederung der ehemals eigenständigen Herrschaft in das erzbischöfliche Vest Recklinghausen zur Folge hatte. Im Gegenzug erhielt er die Herrschaft als kurkölnisches Lehen wieder zurück.

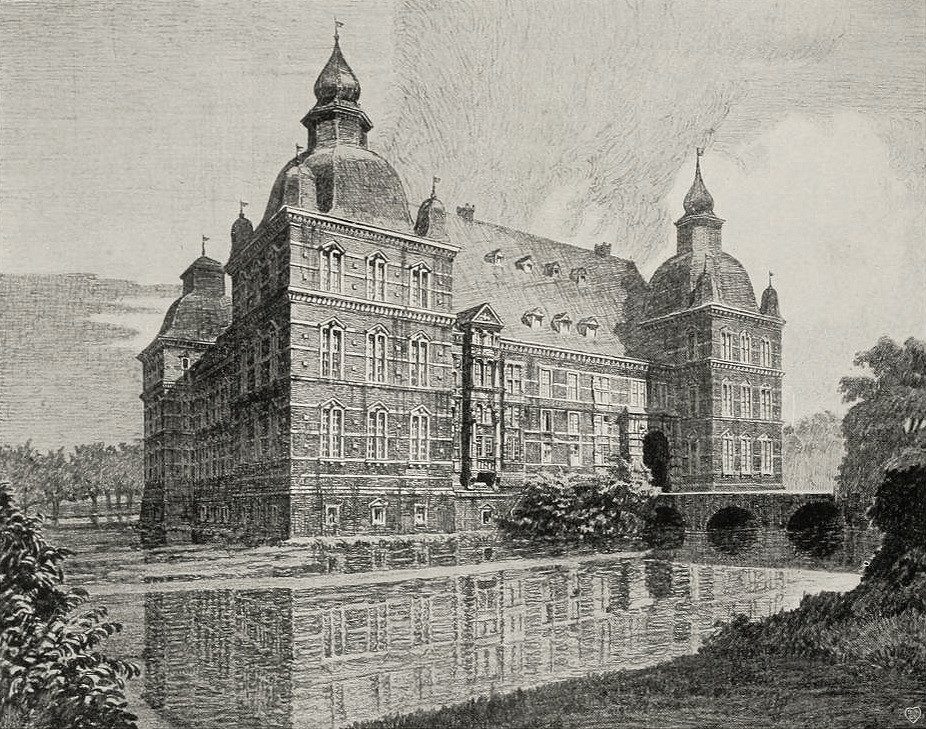
Schloss Horst (Rekonstruktion des Schlosses zur Zeit der Renaissance)

Rütger von der Horst erbte 1547 die inzwischen heruntergekommene Burg, welche 1554 abbrannte. Er ließ daraufhin an deren Stelle bis in die 1570er Jahre ein prachtvolles Renaissanceschloss errichten. Unter sechs Kölner Kurfürsten bekleidete er das Marschallsamt; Erzbischof Salentin von Isenburg ernannte ihn kurz vor seiner Abdankung zum Kölner Statthalter im Vest Recklinghausen. Da sein Sohn Johannes bereits 1570 in Spa gestorben war, endet mit Rütgers Tod im Jahr 1582 die Linie der von der Horst an der Emscher („im Broiche“). Seine Erbtochter Margarethe brachte Schloss Horst 1582 an die Familie von Loë zu Palsterkamp, in der nächsten Generation fiel es 1607 an die Herren von der Recke.
Schon in der ersten Generation nach der Gründung von Horst an der Emscher hatte sich dieser Zweig weiter aufgespalten. Ludolphus, ein Sohn des Gründers Gerhard, ließ nur wenige Kilometer weiter westlich im heutigen Gladbeck die Burg Wittringen errichten. Doch diese Linie endete bereits mit Ludolphus’ Enkel Philipp, über dessen Tochter die Wittringer Besitzungen in das Eigentum des Adelsgeschlechtes Brabeck übergingen.
Zur Zeit von Ludolphus hatte eine weitere Nebenlinie ihren Ursprung in Heinrich von der Horst, einem Neffen Gerhards. Diese vermutlich durch Einheirat bei Hilden entstandene Horster Linie starb zwar bereits 1503 aus, eine von ihr ausgehende weitere Nebenlinie, die sich „von der Horst zu Heimerzheim“ nannte, ist aber noch im späten 17. Jahrhundert nachgewiesen. So erwarb Gerhard von der Horst zu Heimerzheim 1583 durch Heirat mit Anna von Malberg die Burg Hamm, die bis 1697 im Besitz seiner Nachfahren Karl-Lothar und Anna Apollonia war.

## Weitere Nebenlinien

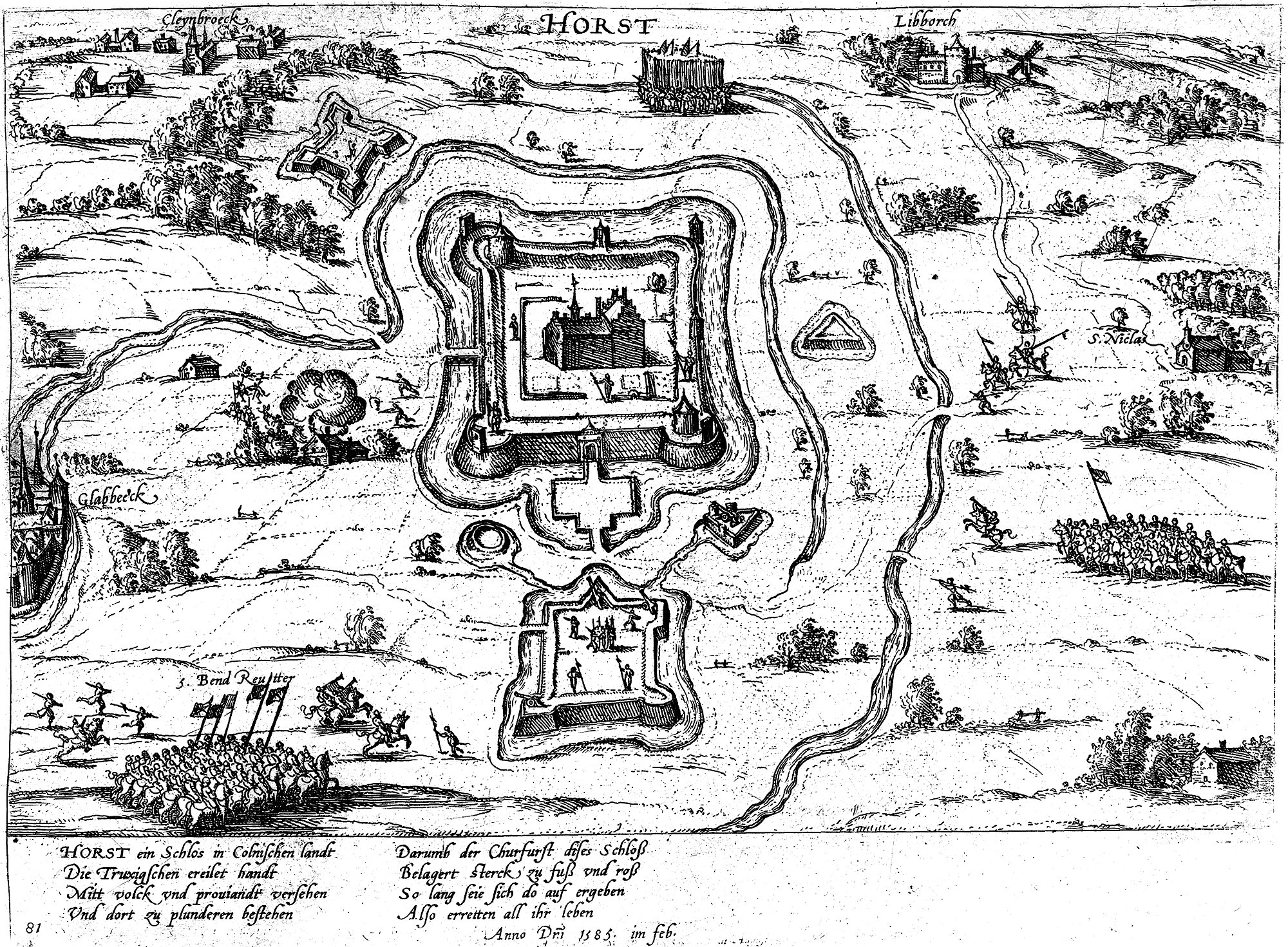
Haus Horst bei Giesenkirchen (bei der Belagerung von 1585)

Neben den Horstern an der Emscher (Schloss Horst) mit ihren späteren Verzweigungen sind von der Hauptlinie an der Ruhr noch eine Reihe weiterer Nebenlinien ausgegangen. So war bereits 1250 Hermann von der Horst von Eickenscheidt an den Niederrhein gezogen, wo sich das Haus Horst zwischen Giesenkirchen und Liedberg in seinem Besitz befand. Zwei Generationen lang trug dieses Geschlecht (aus Gründen der Unterscheidung?) den Namen „de Piscina“ bzw. auf Deutsch „de Wyere“ (vom Weiher), bevor man zum alten Namen „von der Horst“ zurückkehrte. 1338 trug Hermann von der Horst sein Haus dem Kölner Erzbischof Walram von Jülich zu Lehen auf.
Diese niederrheinische Linie teilte sich später in einen Zweig im Kurkölner Raum und eine Linie im Herzogtum Kleve auf. Der 1492 mit Haus Horst bei Giesenkirchen belehnte klevische Erbmarschall Wilhelm von der Horst war der Letzte seiner Linie; der Besitz fiel über seine Erbtochter Elisabeth an die Familie von Palandt. und in der nächsten Generation an die von Dorth.
Ein anderer Teil der Familie hatte sich schon sehr früh – vermutlich 1160 durch Emmerich (= Hemmo?) von der Horst – in der Grafschaft Vechta angesiedelt. Im Jahr 1180 war die Burg Hinckamp (andere Lesart „Hinnenkamp“) an der Haase (zwischen Bramsche und Damme) in ihrem Besitz. Von dort aus verbreitete sie sich im Bistum Osnabrück. Burg Hinckamp blieb zunächst Hauptsitz, ehe sie um 1400 verkauft wurde.
Das älteste Siegel dieser Linie von 1273 zeigt einen mit zwölf Pfauenfedern besteckten Topfhelm auf der Teillinie eines Dreieckschildes.
Das spätere Stammwappen ist von Silber und Rot gespalten. Auf dem Helm mit rot-silbernen Decken sieben Straußenfedern, die rechte Hälfte silbern, die linke rot. – Wahlspruch: „Gottesförchtig und driest“. – Nach Spießen in der linken Schildhälfte ein schräges silbernes Gitter aus sechs Stäben.

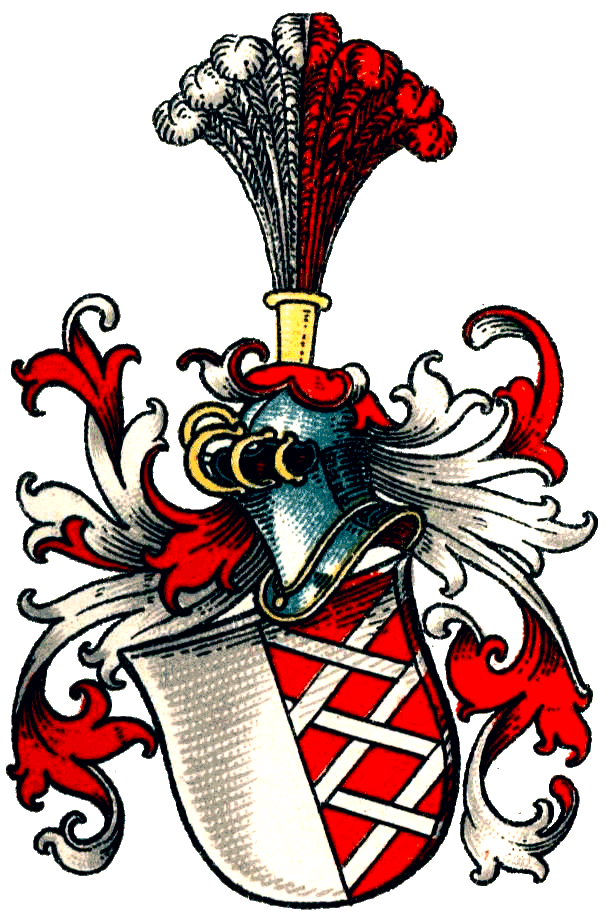
Wappen der von der Horst zu Hollwinkel
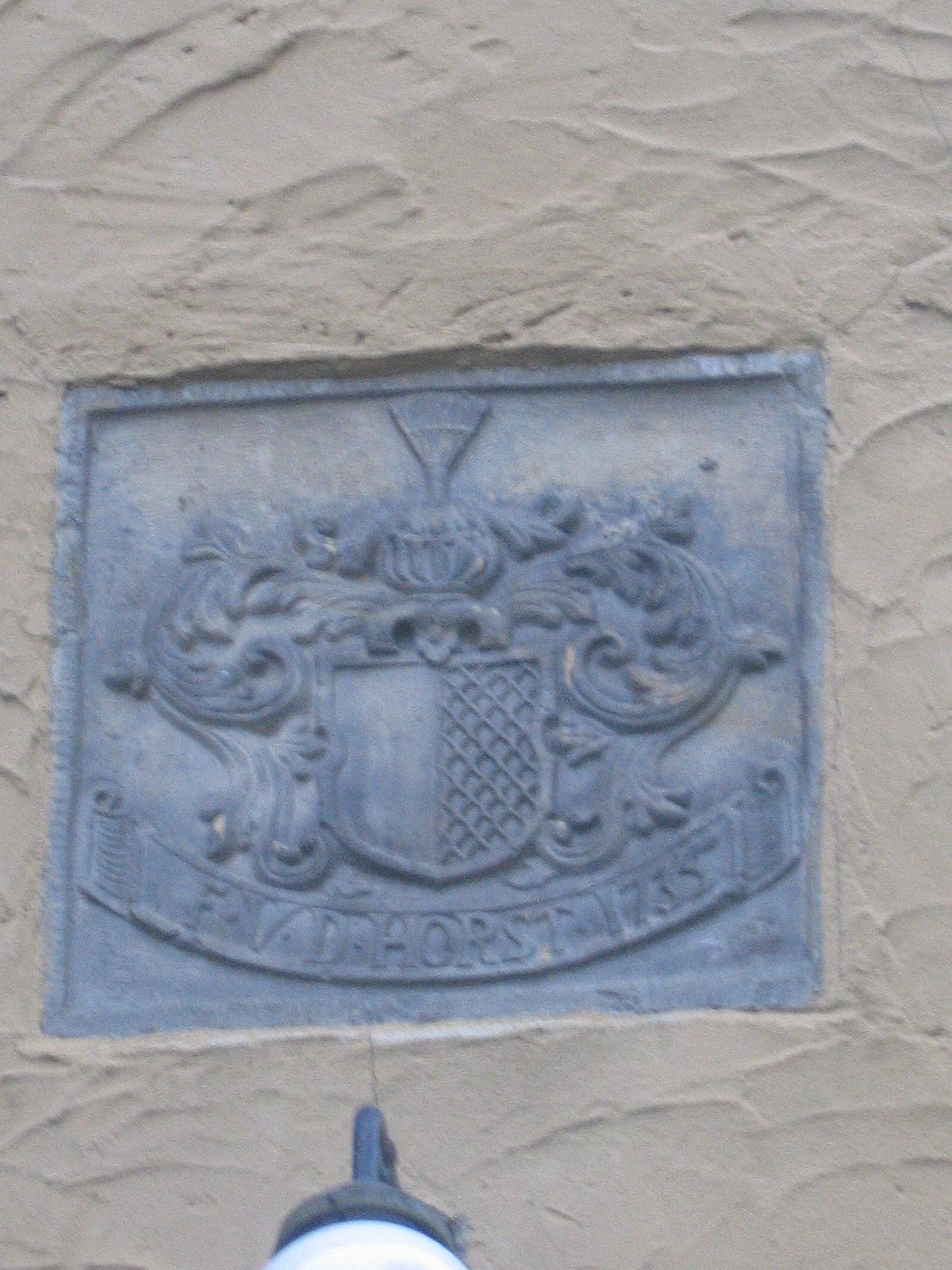
Wappen am Schloss Hollwinkel
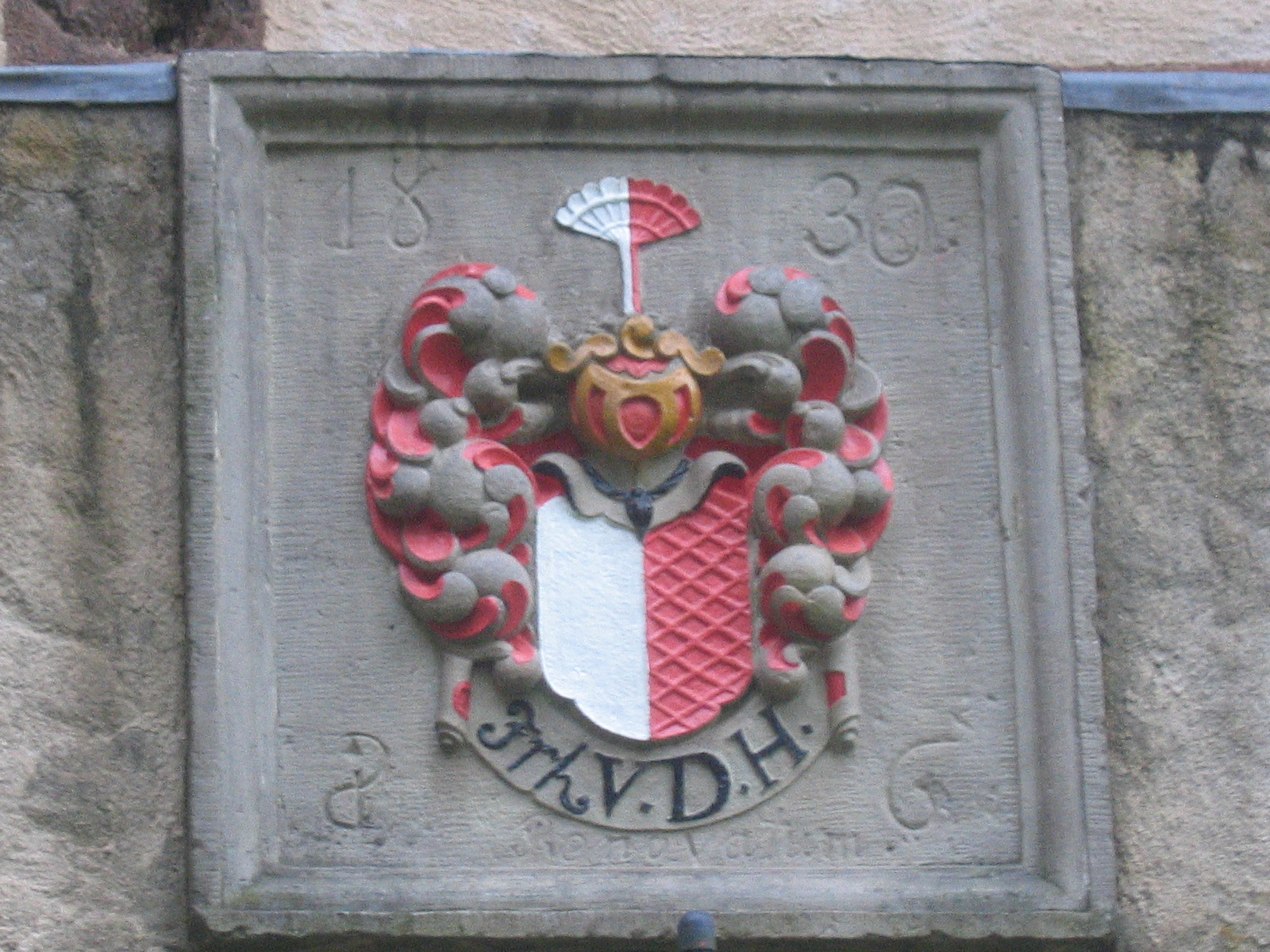
Weitere Variante am Schloss Hollwinkel
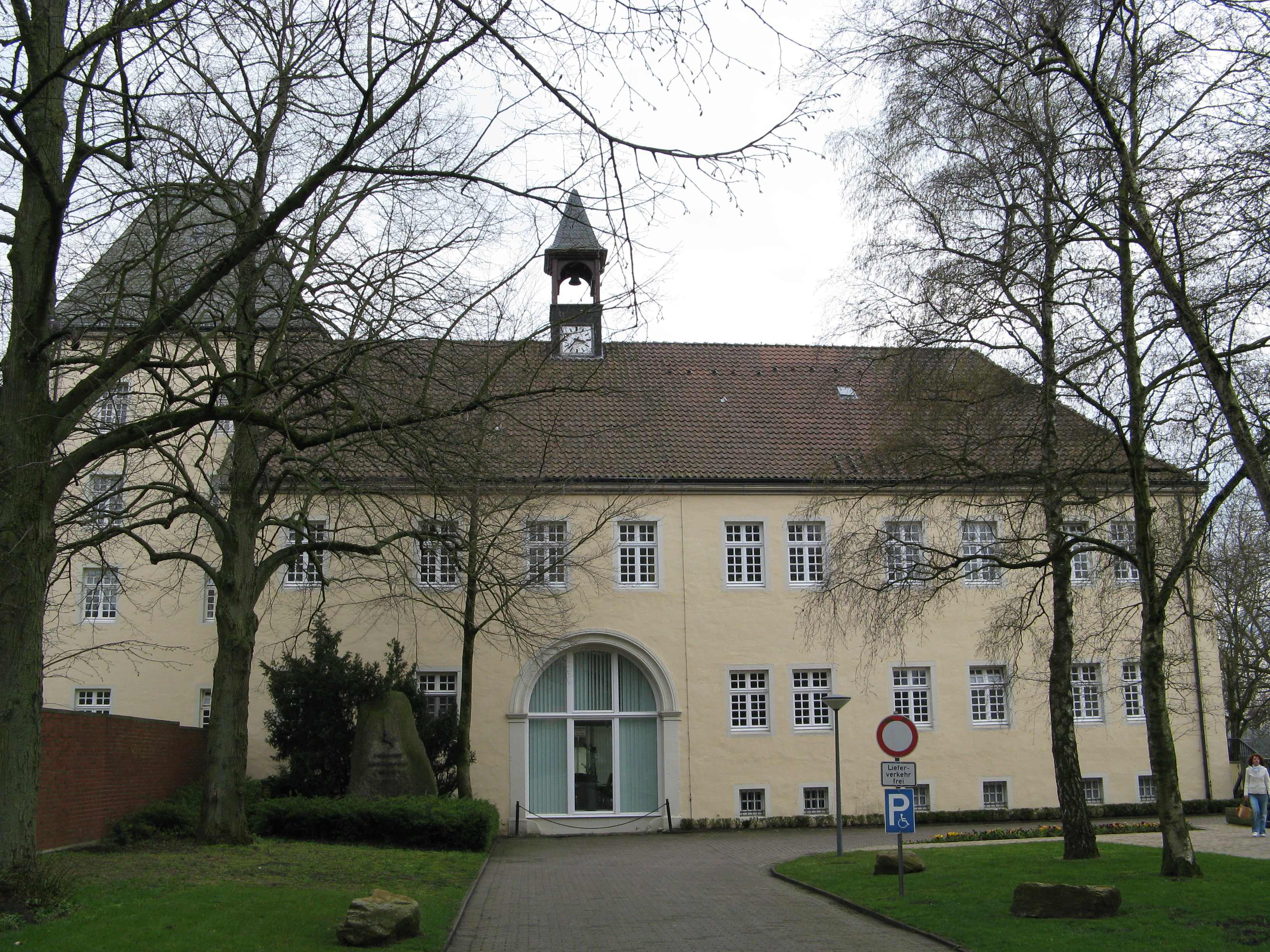
Schloss Haldem
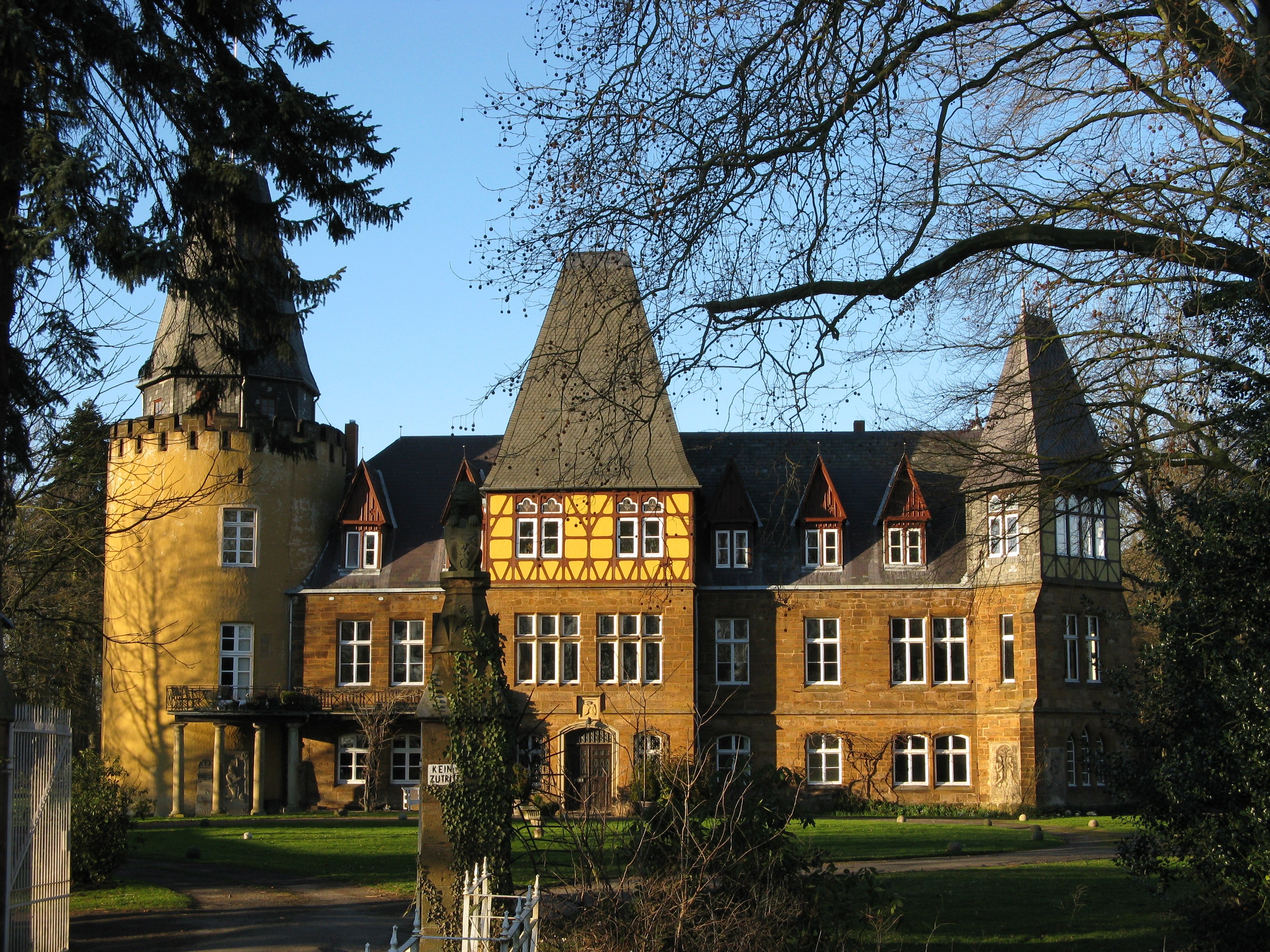
Schloss Hollwinkel

Seither hatte die Familie mit Schloss Haldem ihren Schwerpunkt im Bistum Minden. Dort besaß sie noch im 19. Jahrhundert mehrere Güter, unter diesen auch Schloss Hollwinkel, das der preußische Staatsminister Julius August von der Horst im Jahr 1776 erworben hatte. Nach dem Verkauf von Haldem 1830 wurde Hollwinkel bis heute zum Hauptsitz der Familie.
Nach dem Tod von Julius August 1791 und seines Sohnes Friedrich Adolf nur zwei Jahre später spaltete sich die Familie in eine ältere Linie zu Hollwinkel und Ellerburg und eine jüngere Linie auf. Die Mitglieder der jüngeren Linie schlugen vorrangig militärische Laufbahnen ein, die der älteren hingegen waren vor allem politisch tätig: Julius Augusts Enkel Karl (1780–1861) wurde Regierungspräsident in Minden, sein Sohn Adolf (1806–1880) Landrat des Kreises Lübbecke in Westfalen.
Diese ältere Linie starb 1976 mit Helembert von der Horst aus; durch die Adoption des Berthold von Eichel gen. Streiber am 30. August 1974 wird jedoch auch die ältere Linie zu Hollwinkel unter dem Namen von der Horst weiter fortgeführt. Haus Ellerburg wurde in den 1990er Jahren verkauft. Einzelne Familienmitglieder leben heute in Teilen Süd- und Ostwestfalens.

## Standeserhöhung
- Preußische Anerkennung des Freiherrnstandes am 11. Mai 1844 in Potsdam für alle Nachkommen des Julius August von der Horst (1723–1791), königlich preußischer Wirklicher Geheimer Staatsminister, Gutsherr auf Haldem, Steinlacke, Hollwinkel und anderen.
- Preußische Namenvereinigung mit dem der „von Neumann“ aus dem Haus Auer als „Freiherr von der Horst von Neumann-Auer“, geknüpft an den Besitz des Fideikommiss Auer (Ostpreußen) am 18. Februar 1881 in Berlin für den preußischen Major z.D. Rudolf Freiherr von der Horst, vermählt mit Bertha von Neumann, in den preußischen Adelsstand erhoben am 4. April 1863 in Berlin, Fideikommissherrin auf Auer.

## Bekannte Familienmitglieder
- Rütger von der Horst (1519–1582), kurkölnischer Marschall und Statthalter des Vests Recklinghausen
- Arnold von Horst († 1630), Domdekan am Paderborner Dom
- Julius August von der Horst (1723–1791), preußischer Beamter und Minister
- Karl Freiherr von der Horst (1780–1861), preußischer Politiker und Regierungsbeamter, erster Regierungspräsident des preußischen Regierungsbezirks Minden (Westfalen)
- Wilhelm von der Horst (1786–1874), preußischer Generalleutnant
- August von der Horst (1792–1868), preußischer Generalleutnant
- Ulrich von der Horst (1793–1867), schleswig-holsteinischer General
- Adolf von der Horst (1806–1880), deutscher Regierungsbeamter und Abgeordneter
- Bodo von der Horst (1838–1926), preußischer Generalleutnant